# Karl von Durazzo

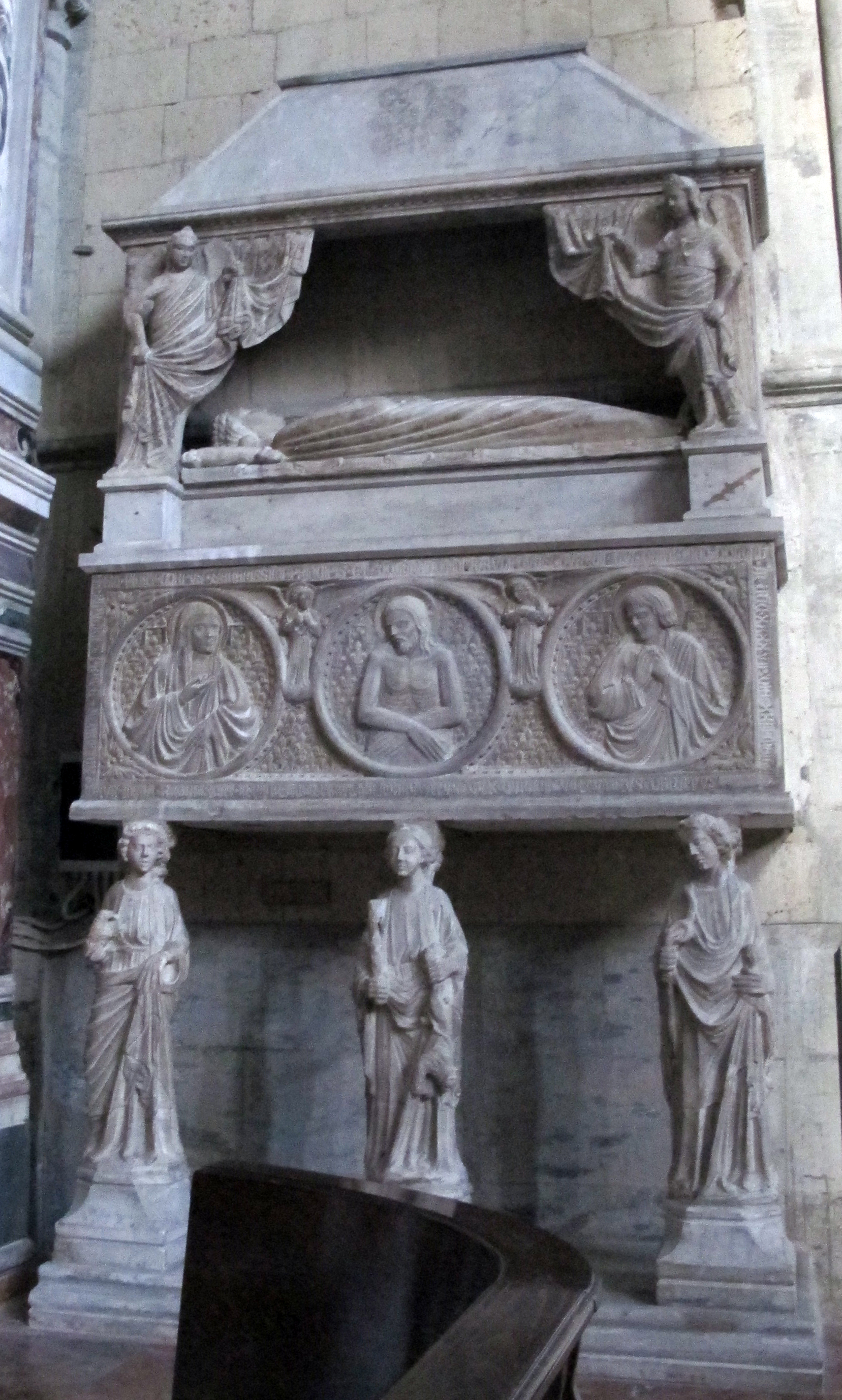
Grabmal

Karl von Durazzo (italienisch Carlo di Durazzo; * 1323; † 23. Januar 1348 bei Aversa) war von 1336 bis zu seinem Tod ein Herzog von Durazzo aus dem älteren Haus Anjou.
Karl war der älteste Sohn des Herzogs Johann von Durazzo und dessen zweiter Ehefrau Agnes de Périgord. Während der Regierungszeit seiner Cousine, Königin Johanna I. von Neapel, gelangte Karl angetrieben von seiner Mutter zu hohem politischen Einfluss am königlichen Hof. Dabei stand er in Konkurrenz zu seinen Vettern aus der Familie Anjou-Tarent. 1343 heiratete er Prinzessin Maria, die jüngere Schwester der Königin, womit er selbst dem Thron näher rückte. Die größte Bedrohung, sowohl für die Anjou-Durazzo und Anjou-Tarent, war Königin Johannas Ehemann Andreas von Ungarn. Der sollte nach dem Willen des Papstes zum König gekrönt und in alle Herrschaftsrechte eingesetzt werden. Karl wurde darauf zum Anführer einer Opposition gegen den Prinzgemahl, der 1345 in Aversa ermordet wurde.
Im Jahr 1347 erschien der Bruder des Opfers, König Ludwig I. von Ungarn, in Süditalien, um den Tod seines Bruders zu rächen. Während Königin Johanna und ihr zweiter Ehemann, Ludwig von Tarent, in die Provence flüchteten, blieb Karl in Neapel zurück in der Hoffnung, aus dieser Situation profitieren zu können. Er huldigte auch dem Ungarnkönig als neuen Herrscher Neapels, doch wurde er von diesem als Hauptverantwortlicher für den Mord ausgemacht und hingerichtet. Bestattet wurde er in San Lorenzo Maggiore/Neapel.
Karl von Durazzo hatte aus seiner Ehe mit Maria von Kalabrien folgende Kinder:
- Ludwig (* Dezember 1343; † 14. Januar 1344)
- Johanna (* 1344; † vergiftet 20. Juli 1387 in Neapel), Herzogin von Durazzo; ⚭ Robert IV. d'Artois, comte d'Eu (Haus Frankreich-Artois)
- Agnes (* 1345; † 15. Juli 1388)
  - ⚭ vor 1363 mit Cansignorio della Scala († 1375), Herr von Verona
  - ⚭ 1382 mit Jacques des Baux († 1383), Fürst von Tarent und Achaia, lateinischer Kaiser
- Clemetia (* 1346; † 1363 oder 1371)
- Margarethe von Durazzo (* 1347; † 6. August 1412), Regentin von Neapel
  - ⚭ 1370 mit ihrem Cousin Karl von Durazzo († 1386), König von Neapel (als Karl III.) und Ungarn (als Karl II.)